# Caméras Prestwich
Les caméras Prestwich modèles 4 et 5 sont des appareils de prise de vues cinématographiques fabriqués par la société anglaise Prestwich Manufacturing Company de 1898 à 1930.

## Histoire

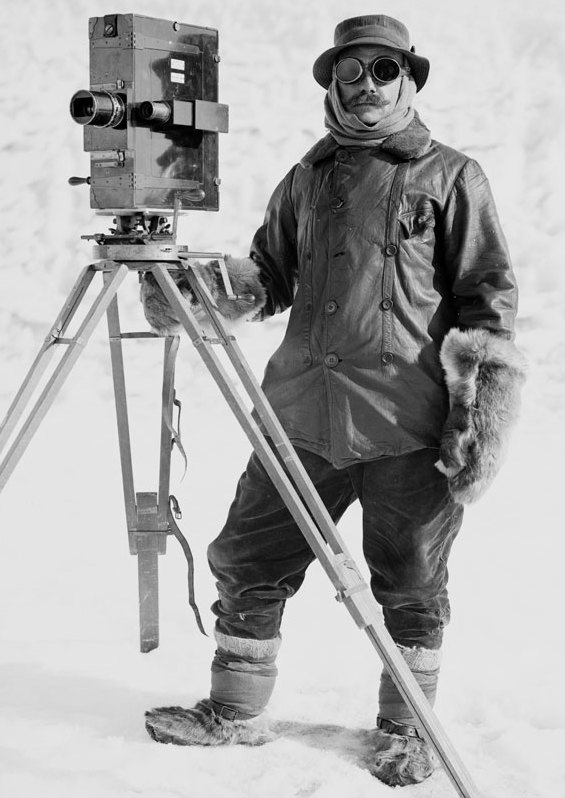
Herbert George Ponting aux commandes d'une Prestwich 5 (mission en Antarctique, 1910).

John Alfred Prestwich était un inventeur né. Dès sa seizième année, il fait des recherches mécaniques tous azimuts. Ce sont les moteurs qui l'intéressent et il se lance dans la fabrication de moteurs à essence légers, pour les motocyclettes et les avions. Mais les découvertes de Thomas Edison et de Louis Lumière ne le laissent pas indifférent. En 1898, à 24 ans, il commercialise une caméra au format 35 mm, la Prestwich modèle 4 (d'autres l'ont précédée, qui en étaient les prototypes), qui rencontre un grand succès car elle est soignée et robuste. « La construction tout en acier et cuivre est d'une solidité à toute épreuve et ne craint pas les climats tropicaux. ».

## Description succincte des modèles
Les Prestwich 4 et 5 sont des caméras au format 35 mm. Le boîtier est en bois, ainsi que les magasins. Pour le modèle 4, le magasin est en deux parties séparées et interchangeables, pouvant contenir de 15 à 150 mètres de pellicule. Ce modèle a servi au Français Léon Gaumont pour créer sa caméra Gaumont Chrono Négatif, qui en est pratiquement la copie. 
Pour le modèle 5, le magasin est interne, les deux galettes de film sont incluses dans le boîtier, bien à l'abri. Ce modèle a rencontré à l'époque l'intérêt des explorateurs dont les tournages sont une épreuve aussi bien pour les hommes que pour les appareils (photographiques et kinetographic). Les éléments métalliques hors mécanisme sont en laiton de qualité. Le système de double griffe en acier est très léger et son dessin aéré est original. Un viseur clair est prévu soit sur le côté gauche, soit au-dessus du boîtier. Un viseur interne par prisme est prévu caméra arrêtée. Une nouveauté par rapport aux caméras existantes : un cadrant indique la consommation de pellicule, évitant ainsi de se trouver à court par manque d'attention.

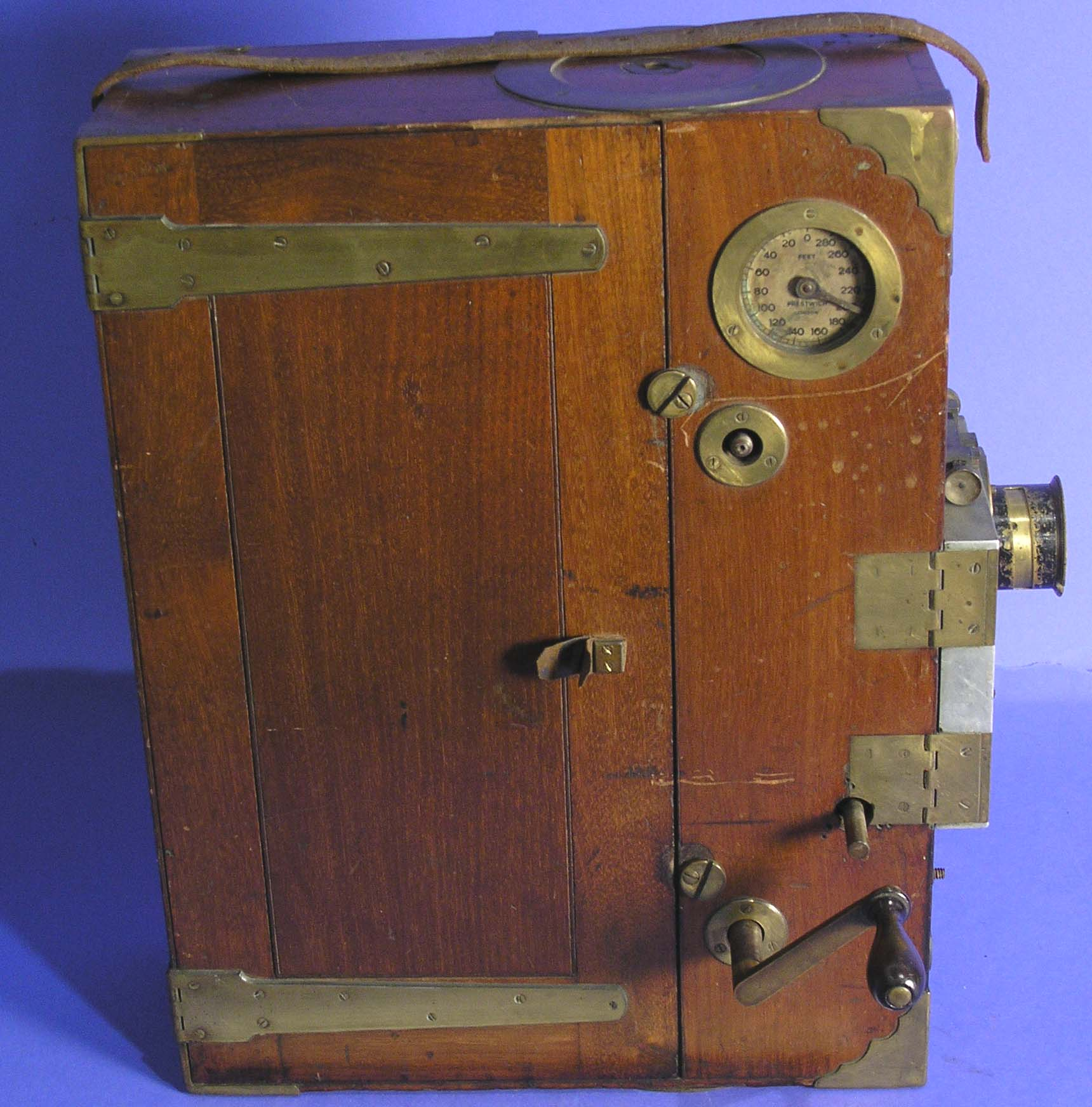
Prestwich 5, la manivelle d'entraînement (côté droit).
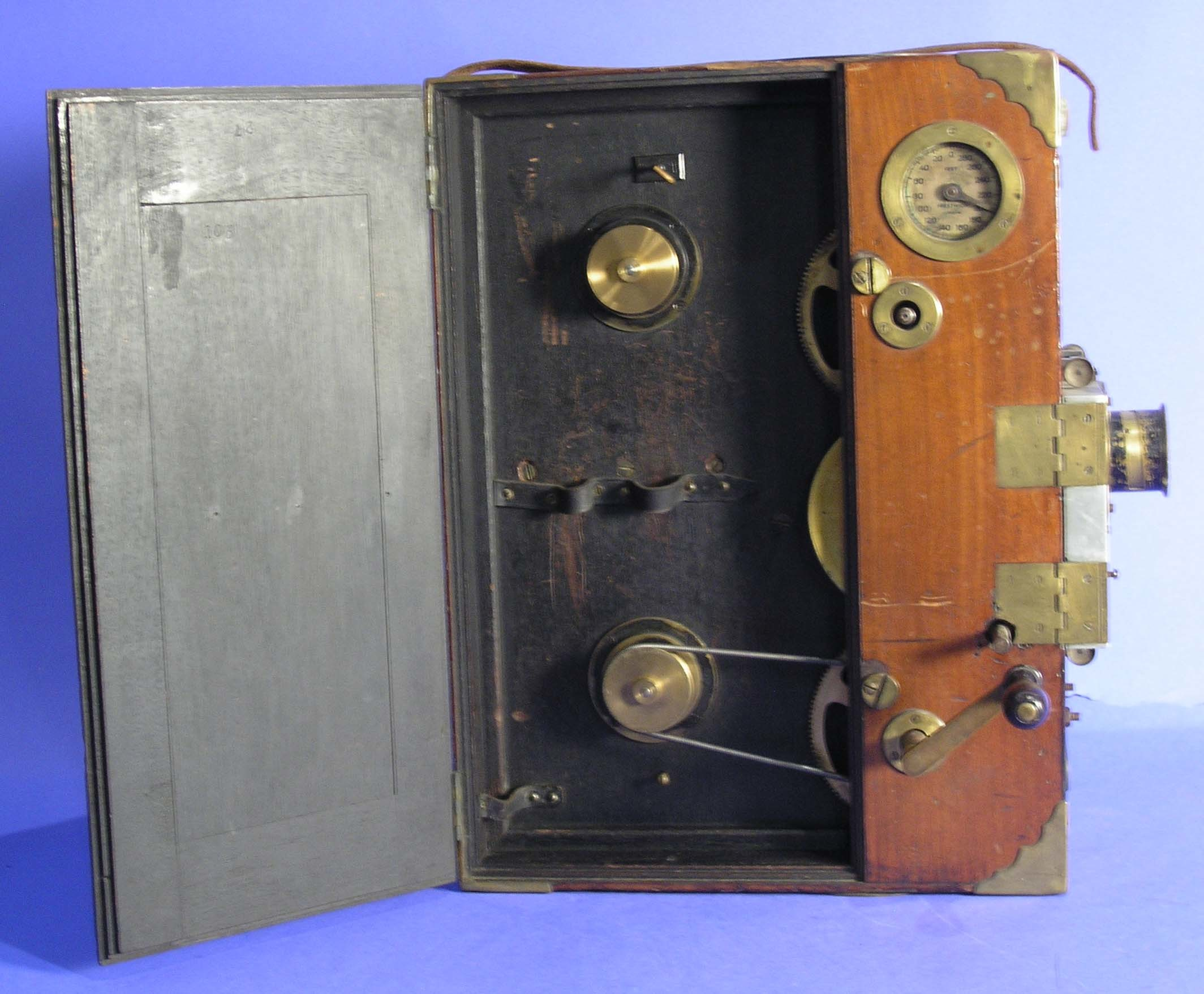
Prestwich 5, le magasin coplanaire ouvert, vide (côté droit).
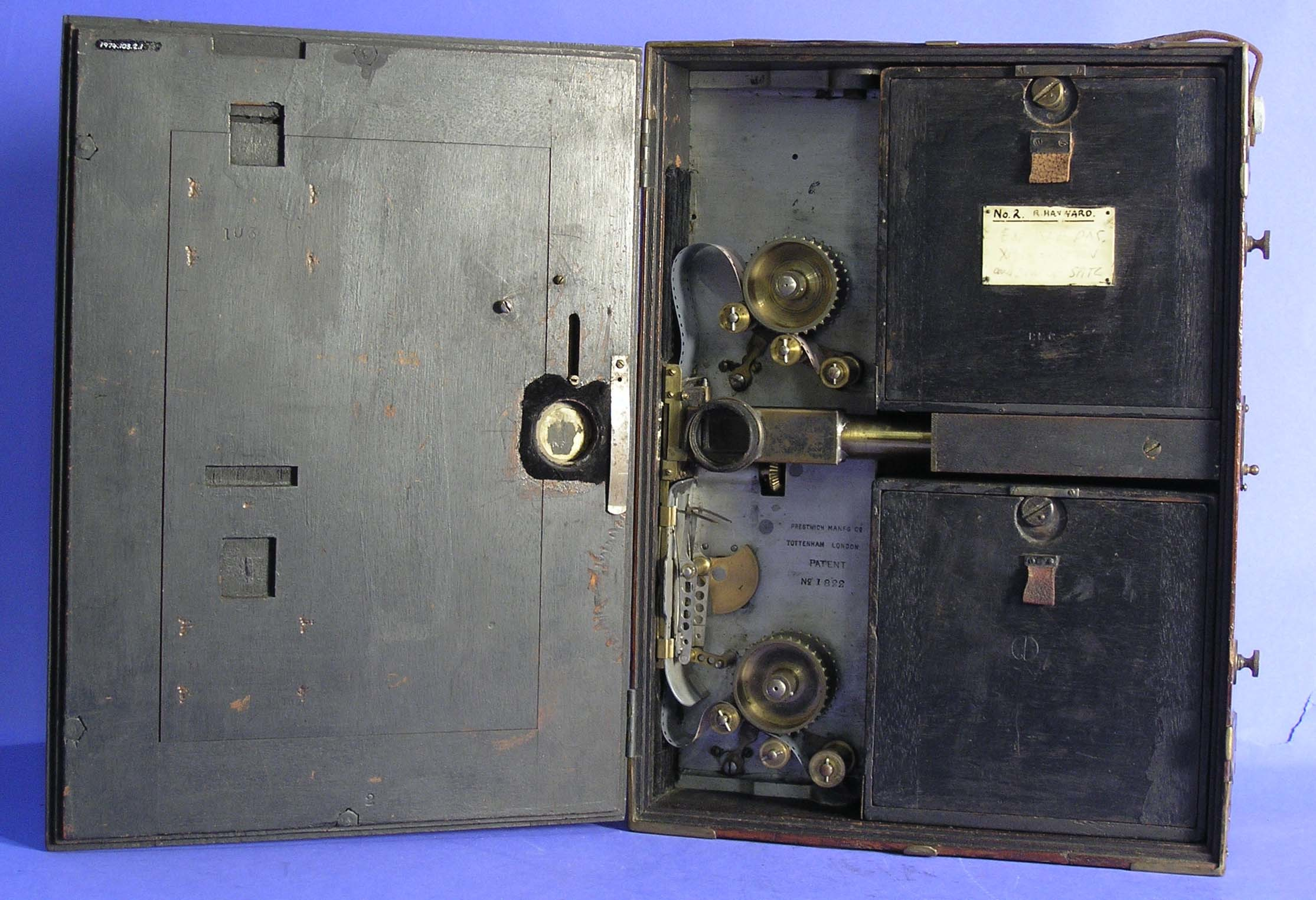
Prestwich 5, mécanisme (côté gauche).